# Farysia caricis-petitianae
Farysia caricis-petitianae är en svampart som först beskrevs av George Lorenzo Ingram Zundel, och fick sitt nu gällande namn av Vánky 1999. Farysia caricis-petitianae ingår i släktet Farysia och familjen Anthracoideaceae.   Inga underarter finns listade i Catalogue of Life.